# António Soares Barbosa
António Soares Barbosa (Ansião, 5 de maio de 1734 — Coimbra, 1 de Março de 1801) foi um professor de Filosofia da Universidade de Coimbra, um dos quatro principais professores de Filosofia após o decreto de expulsão dos Jesuítas de Portugal. Foi irmão de Jerónimo Soares Barbosa, também professor da Universidade de Coimbra.
Nomeado deputado da Junta da Directoria Geral dos Estudos e Escolas do Reino em 1799. Sócio da Academia Real das Ciências de Lisboa.

## Biografia
Nasceu em Ansião, filho de Manuel Freire de São Lázaro e Violante Rosa Soares. Também usou o nome de António de São Lázaro Soares. Era irmão do filósofo Jerónimo Soares Barbosa. 
Depois de ter estudado no Seminário Episcopal de Coimbra, matriculou-se a 1 de Outubro de 1750, com apenas 17 anos de idade, em Instituta na Universidade de Coimbra, tendo-se inscrito em Cânones um ano depois, a 1 de Outubro de 1751. Frequentou a Universidade até 12 de Março de 1761, data em que foi aprovado nas “conclusões” de Cânones, sendo-lhe então conferido o grau de bacharel em Cânones a 15 de Maio de 1761, com formatura igualmente em Cânones a 16 de Junho de 1761.
Presbítero secular, chegou e ensinar Filosofia no Seminário Episcopal de Coimbra. Tomou o capelo na Universidade de Coimbra, como clérigo, em Direito Canónico a 20 de Fevereiro de 1761.
Foi “despachado” Professor Régio de Lógica no Colégio das Artes da Universidade de Coimbra a 20 de Fevereiro de 1767, com o ordenado de 450 000 réis por ano, e a 10 de Fevereiro de 1767, dada a “consideração à leitura e préstimo” foi-lhe atribuído o mesmo ordenado que os professores de Retórica do mesmo Colégio.
Nomeado para a Faculdade de Filosofia por Decreto Régio de 11 de Setembro de 1772 como lente de Lógica, Metafísica e Ética na Faculdade de Filosofia, reformada pelos Estatutos desse mesmo ano e, em 29 de Março de 1791, foi nomeado decano e director da mesma Faculdade, cargo que exerceu até 1800.

## Publicações
Para além de alguns trabalhos em revistas científicas, António Soares Barbosa é autor as seguintes obras:
- Opusculum Philosophicum ad usum Tyranum elocubratum (1758);
- Discurso sobre o bom e verdadeiro gosto na Philosophia (Lisboa, 1766);
- Tractado Elementar de Philosophia Moral (em 3 tomos, Coimbra, 1792);
- As duas línguas, ou a Gramática Filosófica da língua portuguesa (Coimbra, 1807).

Também se dedicou à tradução de obras de filosofia, tendo publicado as seguintes traduções: 
- Elevações a Deus sobre todos os mistérios da religião cristã (tradução de Élévations à Dieu sur tous les mystères de la religion chrétienne de Jacques-Bénigne Bossuet; 2 volumes, Coimbra, 1794);
- Parecer sobre os chamados actos de Fé, Esperança e Caridade, e de outras virtudes cristãs (tradução de Parere intorno ai cosiddetti atti di Fede, Speranza e Carità ed altre cristiane virtú de Giovanni Battista Guadagnini; Coimbra, 1798);[7]
- Compêndio da história do Antigo e Novo Testamento, com as razões em que se prova a verdade da nossa religião. Trad. do francês (Coimbra, 1830).